# وايت بول
وايت بول (بالإنجليزية: White Bull)‏ هو زعيم قبيلة أمريكي، ولد في 1 أبريل 1849 في بلاك هيلز في الولايات المتحدة، وتوفي في 21 يوليو 1947 في داكوتا الجنوبية في الولايات المتحدة.